# AS Nancy
AS Nancy-Lorraine (celým názvem Association Sportive Nancy-Lorraine) je francouzský fotbalový klub hrající francouzskou National, 3. nejvyšší liga francouzského fotbalového systému. Sídlí ve městě Nancy, byl založen roku 1967. Hřištěm klubu je Stade Marcel Picot s kapacitou 20 087 diváků. Klub byl založen v roce 1967 jako nástupce FC Nancy, který zkrachoval v roce 1965. Nancy se nikdy nestalo francouzským mistrem. Klub vyhrál v roce 1978 Coupe de France a v roce 2006 Coupe de la Ligue. V klubu začínal Michel Platini, anebo také Clément Lenglet.